# Skratt

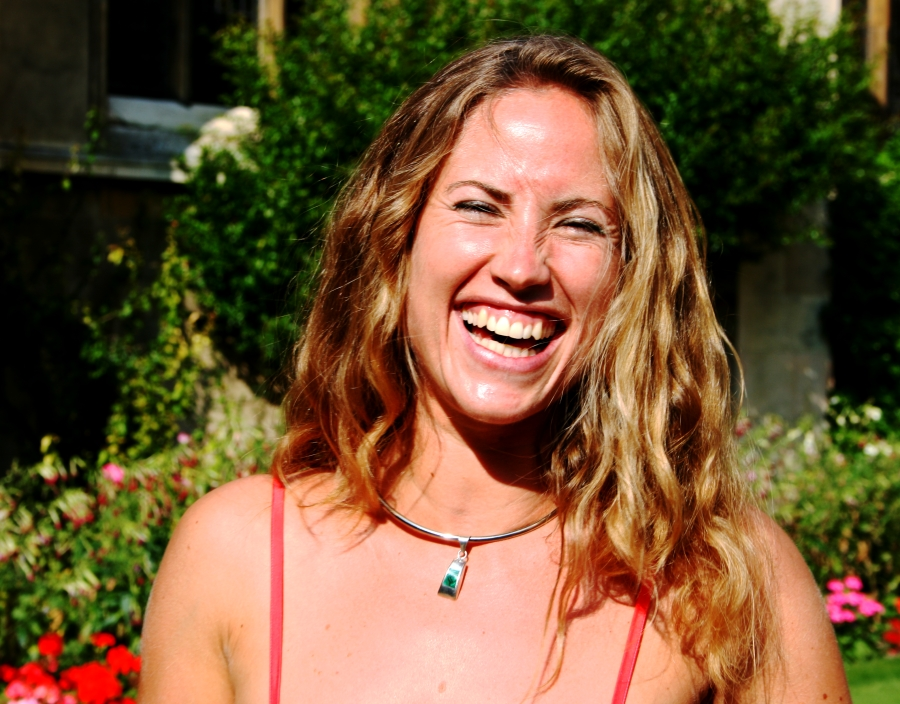
En person som skrattar.

I tecknade serier används ofta "Ha ha" som ett tecken för skratt.

Skratt är en spontan fysiologisk process hos människor som kännetecknas av en rad hastiga ut- och inandningar tillsammans med rytmiskt växelvis spända och avslappnande stämband som tillsammans ger upphov till ett karaktäristiskt ljud, ofta som en konsekvens av humor.  

## Fysiologi
Rent anatomiskt sker skrattet genom konvulsiviska sammandragningar i buken vilket producerar stötvisa luftströmmar genom struphuvudet, glottis och stämbanden. 
Skrattets läte, längd och andra fysiska manifestationer är individuellt och varierar från person till person, men även beroende på situation. Humoristen Povel Ramel skilde i sången "Skratt" mellan följande skrattyper: "äggkläckarskrattet", "skumsläckarskrattet", "pingpongskrattet" och "lokförarskrattet".

### Fysiologiska effekter
Det finns forskning som visar att skrattet kan ha positiv inverkan på hälsan. Man har till exempel kunnat påvisa att patienter med typ 2-diabetes med hjälp av skrattet kan förbättra kolhydratomsättningen.[källa behövs] Forskare har även påvisat att patienter med smärtor kan uppleva en lindring om de utsätts för humor.
Ett skratt på ca 10–15 minuter kan öka förbränningen med ca 10–40 kcal. Detta gör att det kan finnas viss sanning i att "ett gott skratt förlänger livet". Att skratta är dessutom helt fritt från biverkningar. Om man skulle skratta varje dag i ett år skulle det kunna motsvara  en viktminskning på 0,5–2 kg per år.[källa behövs]
Liksom gäspningar har skratt en smittande effekt.[källa behövs]

## Utlösande faktorer
Skratt kan utlösas av en mängd olika händelser, vanligen efter att personen blivit exponerad för ett skämt eller någon annan form av humor. Skämt och vitsar bygger vanligen på en dubbelmening där överraskningseffekten orsakar en plötslig insikt som leder till att man skrattar. I slapstick och fars framkallas skrattet av bildliga eller bokstavliga fall.
Skratt kan även uppstå av glädje och positiva besked, lättnad, nervositet eller andra sinnestillstånd. Olämpliga reaktioner såsom att skratta under en begravning kan bero på att ett tabu blir för starkt och att lättare former av tvångstankar gör det svårt att motstå att skratta. Svart humor bygger på sådana olämpliga reaktioner.

## Skrattets funktioner
Skrattets funktion är oklar. Det kan vara ett sätt att signalera samhörighet inom grupper av individer. En annan teori är att skratt är ett sätt att få bort tidigare uppbyggd spänning.

## Beteckningar av skratt
I tecknade serier används orden "ha ha" eller "haha" som beteckning för skratt på svenska. Andra språk kan ha andra stavningar, exempelvis spanskans "jaja" (vilket uttalsmässigt blir nästan samma som på svenska), eller thai "555", där 5 uttalas "ha" på thai.
Inom internetslang används förkortningen LOL ("laughing out loud", 'skrattar högt') för att beteckna skratt i text.